# Paule Baudouin
Paule Baudouin (Saint-Denis, 25 de outubro de 1985) é uma handebolista francesa. Joga atualmente pelo CJF Fleury Loiret Handball.

## Clubes
- 1998-1999 :   CA Boissy
- 1999-2003 :   US Ivry HB
- 2003-2006 :   Le Havre AC Handball
- 2006-2008 :   Issy les Moulineaux
- 2008-2010 :   Team Esjberg
- 2010-2011 :   US Mios-Biganos Handball Club
- 2011-2012 :   Le Havre AC Handball
- 2012-... :   Metz Handball[1]

## Conquistas

### Seleção Francesa
- 2009 -  Medalha de prata no Campeonato Mundial;
- 2011 -  Medalha de prata no Campeonato Mundial.